# Флорень (Новоаненский район)
Флоре́нь (рум. Floreni) — село в Новоаненском районе Молдавии. Относится к сёлам, не образующим коммуну.

## География
Село расположено на высоте 97 метров над уровнем моря.

## История
До 1965 г. носило название Броаска (рум. Broasca).

## Население
По данным переписи населения 2004 года, в селе Флорень проживает 3713 человек (1800 мужчин, 1913 женщин).
Этнический состав села:
| Национальность | Число жителей | Процентный состав |
| -------------- | ------------- | ----------------- |
| молдаване      | 3330          | 89,68             |
| русские        | 176           | 4,74              |
| украинцы       | 139           | 3,74              |
| румыны         | 26            | 0,7               |
| болгары        | 19            | 0,51              |
| гагаузы        | 7             | 0,19              |
| цыгане         | 2             | 0,05              |
| прочие         | 14            | 0,38              |
| Всего          | 3713          | 100 %             |